# 相庭よた郎
相庭 よた郎（あいば よたろう）は、日本のデザイナー、漫画家。
小説・漫画・造形などに才能を開花させ、10代後半より北海道の漫画同人誌活動に参加する。メカニックデザインが得意で、20代には、レッドカンパニー（現：レッド・エンタテインメント）に在籍していた水谷謙之介（現：水谷謙太）の招きで東京に活動の場を移す。
「魔神英雄伝ワタル」や「魔動王グランゾート」の製作に参加し、漫画雑誌『月刊コロコロコミック』に1990年4月号より「パロ伝英雄劇場」を連載した。その後、レッドカンパニーから独立し、現在はアミューズメント関係の企画・デザイン等で活躍している。